# Bristol F.2 Fighter
Il Bristol F.2 Fighter, nome che si riferisce propriamente al modello Bristol F.2A e alle sue successive versioni, era un aereo da caccia biplano biposto (utilizzato poi anche come aereo addestratore, ricognitore e occasionalmente come cacciabombardiere) sviluppato dall'azienda aeronautica britannica British and Colonial Aeroplane Company (che sarebbe divenuta in seguito la Bristol Aeroplane Company) negli anni dieci del XX secolo e prodotto, oltre che dalla stessa, da una grande quantità di altre aziende su licenza, nel Regno Unito e negli Stati Uniti d'America.
Utilizzato da diverse forze aeree mondiali fin dalle prime fasi della prima guerra mondiale, restò in servizio, nelle sue ultime e più recenti varianti, fino agli anni trenta.

## Storia del progetto ed impiego operativo
Il progetto per la realizzazione di un velivolo ricognitore biposto in grado di competere con l'R.E.8 della Royal Aircraft Factory per la successione del B.E.2 fu affidato a Frank Barnwell nel marzo del 1916.
Fu creato così un biplano con ali di uguale apertura denominato R.2A o Type 9 dotato di un motore Beardmore da 120 CV (89,5 kW). Successivamente venne rimpicciolito e dotato di un motore Hispano-Suiza da 150 CV (112 kW) e di una cellula alare sesquiplana creando così un velivolo denominato R.2B o Type 9A. La fusoliera fu poi modificata per poter anche ospitare il motore Rolls-Royce Falcon capace di erogare una potenza di 190 CV (142 kW).

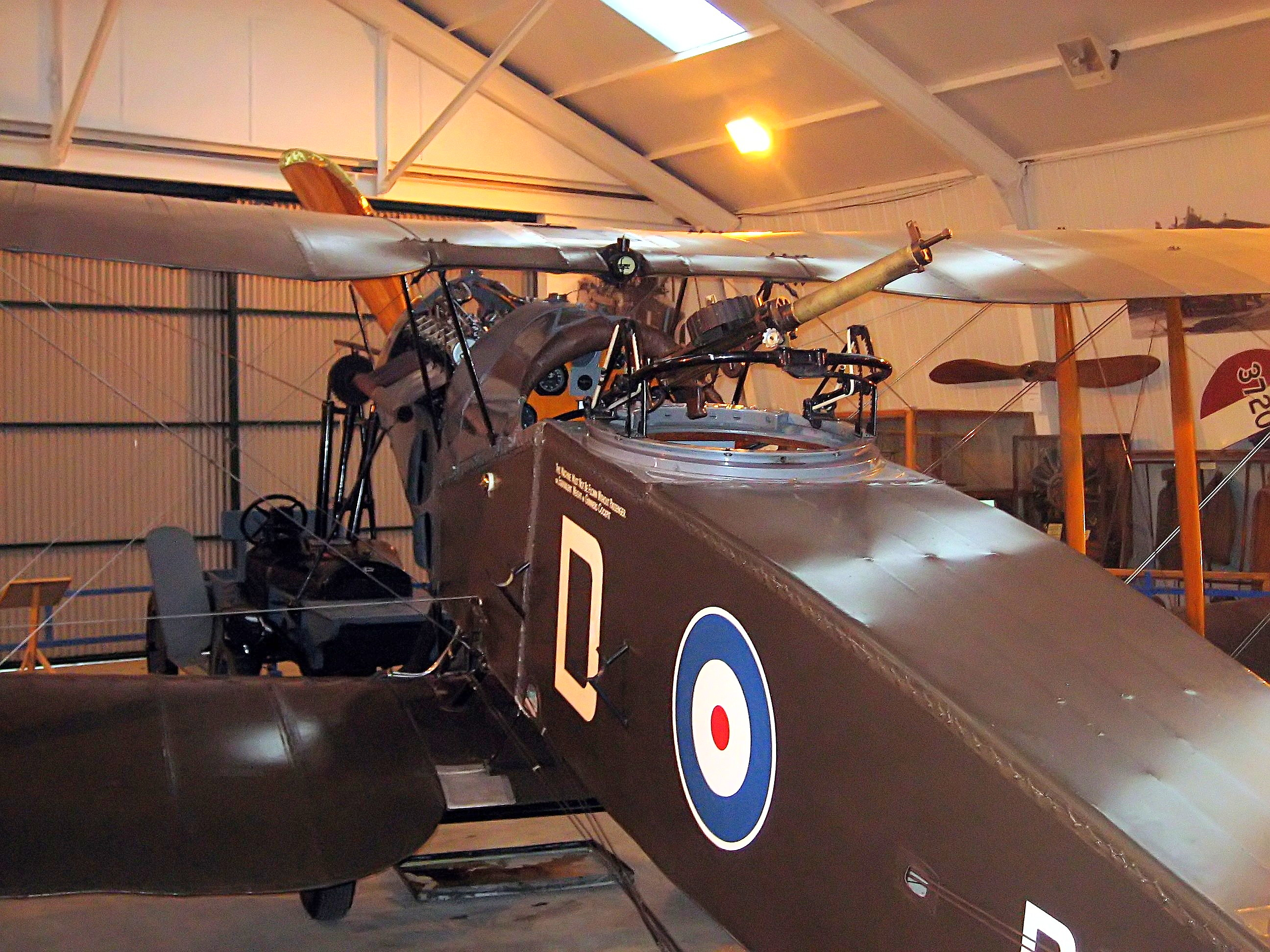
Il Fighter visto posteriormente.

Si scelse quindi di costruire, il 28 agosto 1916, 50 prototipi nelle due motorizzazioni (Hispano-Suiza e Rolls-Royce) anche se alla fine la scelta cadde solo sul secondo. Nasceva così il Bristol F.2A, nome adottato per segnalare il passaggio da ricognitore a caccia.
Il primo prototipo decollò il 9 settembre 1916 e il secondo il 25 ottobre dello stesso anno. Rispetto all'R.2B tutti gli aerei avevano come motore il Falcon, per cui la cofanatura aveva una configurazione diversa. Inoltre l'abitacolo del pilota era privo di corazzatura ed era stata aggiunta posteriormente una mitragliatrice brandeggiabile Lewis da 7,7 mm montata su un supporto rotante Scarff e anteriormente una Vickers da 7,7 mm installata sotto la cofanatura del motore.
Nel febbraio del 1917 il 48º Squadrone dei Royal Flying Corps fu il primo corpo combattente ad essere dotato degli F.2A. L'8 marzo il battaglione partì per la Francia e il 5 aprile sei velivoli partirono per la loro prima missione. Questi furono intercettati dalla Jagdstafell 11 (meglio nota come Jasta 11) guidata da Manfred von Richthofen e composta da sei Albatros D.III che abbatterono quattro aerei inglesi. Successivamente i Brisift (nomignolo dato all'aereo) uscirono sconfitti anche da altri scontri ravvicinati; questo perché i piloti cercavano di basare la loro tattica esclusivamente sulla mitragliatrice posteriore. Quando iniziarono ad usarlo come caccia "normale" le sconfitte diminuirono.
Il 3 luglio 1918 nasce a Villaverla il No. 139 Squadron RAF che opera sul fronte italiano.
Al termine della prima guerra mondiale l'aereo iniziò ad essere usato come ricognitore e aereo di supporto alle forze terrestri rimanendo in servizio presso i reparti coloniali della Royal Air Force fino al 1932 quando il 6º Squadrone lo rimpiazzò con i Fairey Gordon. Ne erano stati costruiti, dalla British and Colonial Aeroplane Company (che sarebbe divenuta in seguito la Bristol Aeroplane Company) e dalle otto società che avevano avuto l'autorizzazione per la costruzione, 5.308 esemplari.
Il maggiore utilizzatore straniero fu la Woiska Lotnice polacca con 107 esemplari, che lo impiegò in ricognizioni armate durante la guerra sovietico-polacca, durante la quale due esemplari vennero abbattuti.

## Versioni

### Bristol F.2B
Versione molto simile all'F.2A si differenziava nella cofanatura che poteva ospitare anche motori diversi dal Rolls-Royce Falcon come gli Hispano-Suiza già adottati in precedenza.

### Bristol F.2C
Con questa sigla erano indicati tutti i prototipi che servivano per testare i motori in fase di volo.

### Bristol F.2B Mk II
Versione studiata appositamente per l'appoggio alle forze di terra. Volò per la prima volta nel dicembre del 1919 con equipaggiamento per ambiente desertico e impianto di raffreddamento modificato per i climi tropicali. Ne furono costruiti 435, alcuni ex novo, altri adattando velivoli già esistenti.

### Bristol Fighter Mk III
Questa versione fu caratterizzata da vari interventi che portarono ad un irrobustimento strutturale. Furono consegnati 50 esemplari nel periodo ottobre-dicembre 1926 mentre altri 30, progettati senza armi e con doppi comandi per l'addestramento al volo, nel periodo gennaio-giugno 1927.

### Bristol Fighter Mk IV
Erano degli Mk III modificati con il rinforzo del carrello d'atterraggio e dei longheroni alari per permettere di operare a quote maggiori. Avevano inoltre una deriva maggiore, il timone con becco di compensazione e flap automatici.

### Il Fighter negli Stati Uniti
Nel 1917 il dipartimento ingegneria della United States Army Air Service (l'aviazione statunitense), scelse lo F.2B come uno dei modelli da modificare per la produzione di velivoli negli Stati Uniti d'America.
Furono così assegnati alla Curtiss Aeroplane and Motor Company 2.000 aerei. Il primo decollò il 5 marzo 1918 con un motore Liberty L-12 da 400 CV (298 kW). L'abbinamento motore-cellula non fu però buono e il contratto fu cancellato a favore di un aereo spinto da un motore Wright-Hispano da 300 CV (224 kW) prodotto su licenza oltreoceano e installato su una delle due cellule provenienti dal Regno Unito.
La seconda, equipaggiata con un motore Liberty L-8 da 290 CV (216 kW) precipitò prima delle valutazioni ufficiali.

## Utilizzatori
Afghanistan

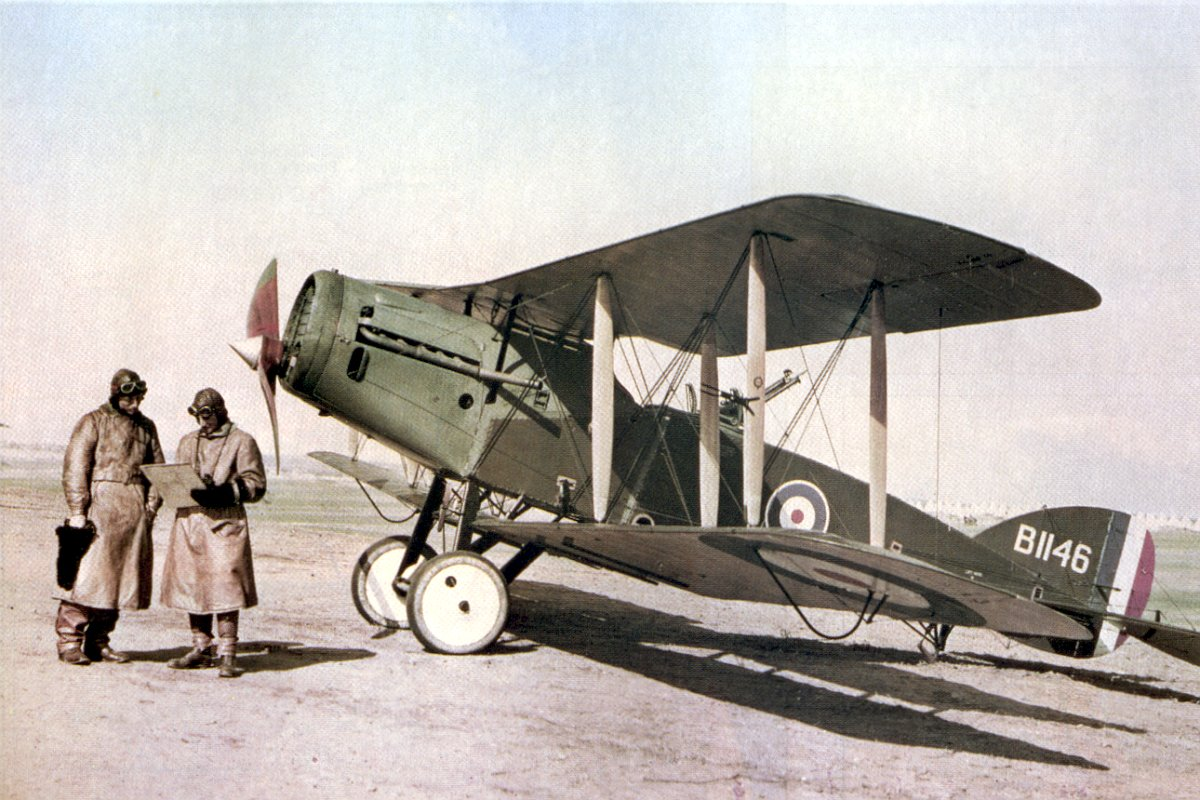
Un Bristol F.2 Fighter dell'australiana Australian Flying Corps in Palestina.

- Forza Aerea Afgana - come preda di guerra nel 1919; ritirati nel 1929

 Australia
- Australian Flying Corps - dal 1917 al 1918.

 Belgio
- Militair Vliegwezen

 Canada
- Royal Canadian Air Force

 Irlanda
- Aer Chór na hÉireann

 Grecia
- Ellinikí Vasilikí Aeroporía

 Messico
- Fuerza Aérea Mexicana

 Nuova Zelanda
- Army Flying Corps - dal 1919 al 1936

 Norvegia
- Hærens Flyvevesen

 Perù
- Cuerpo de Aviación del Perú

 Polonia
- Siły Powietrzne - postbellico (Guerra sovietico-polacca)

 Spagna
- Aeronáutica Militar Española

 Svezia
- Flygkompaniet

 Regno Unito
- Royal Flying Corps
- Royal Air Force

### Pubblicazioni
- (EN) J.M. Bruce, The Bristol Fighter", in Flight, 7 novembre 1952,  pp. 587-591.